# 欧比松 (奥恩省)
欧比松（法語：Aubusson，法語發音：[obysɔ̃] ⓘ）是法国奥恩省的一个市镇，位于该省西北部，属于阿让唐区。

## 地理
欧比松（48°47'3"N, 0°33'9"W）面积3.9 平方千米，位于法国诺曼底大区奧恩省，该省份为法国西北部内陆省份，北起顺时针与卡爾瓦多斯省、厄尔省、厄尔-卢瓦省、萨尔特省、马耶讷省和芒什省接壤。
与欧比松接壤的市镇（或旧市镇、城区）包括：努瓦罗河畔蒙蒂伊、阿蒂斯-瓦勒德鲁夫尔、弗莱尔、圣乔治德格罗塞耶。
欧比松的时区为UTC+01:00、UTC+02:00（夏令时）。

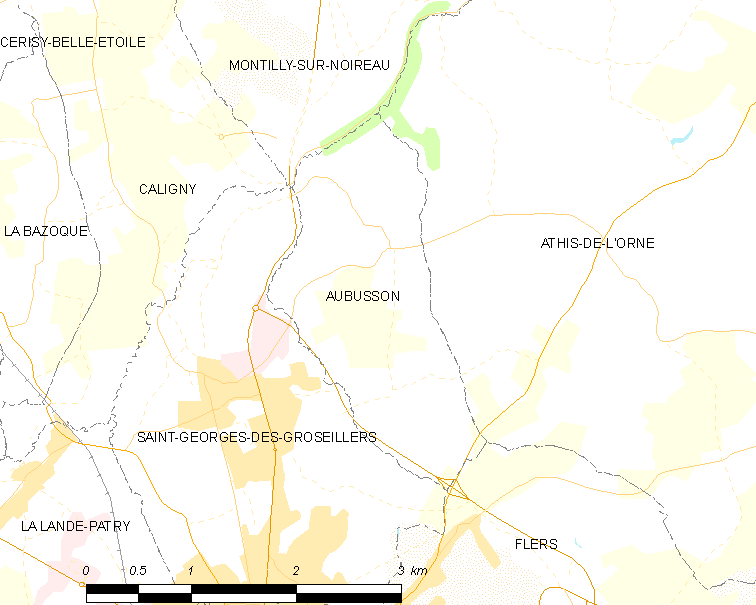
欧比松的OSM定位图

## 行政
欧比松的邮政编码为61100，INSEE市镇编码为61011。

## 政治
欧比松所属的省级选区为弗莱尔第二县。

## 交通
奥恩省省道D229线和D801线在境内交汇。

## 人口

1962-2008年间欧比松人口变化图示

欧比松于2022年1月1日时的人口数量为396人。